# Giancarlo Montani
Giancarlo Montani (Piacenza, 1908 – Piacenza, 3 dicembre 1980) è stato un politico e avvocato italiano.

## Biografia
Nato a Piacenza nel 1908 da Carlo Montani, avvocato e già sindaco di Piacenza nel 1919, conseguì la laurea in giurisprudenza ed esercitò la professione forense. Dopo l'esperienza della seconda guerra mondiale, nella quale combatté sul fronte russo, entrò in politica nelle file del Partito Socialista Democratico Italiano. Nel 1956 venne eletto consigliere comunale a Piacenza. Fu sindaco della città per due mandati, subentrato ai sindaci prematuramente deceduti: il primo, dal 1957 al 1960, in sostituzione di Angelo Faggi, e il secondo, dal 1966 al 1969, in sostituzione di Giovanni Cerlesi. Fu anche presidente degli Ospizi Civili e vice-presidente dell'Ente Mostre di Piacenza. Morì nel 1980.